# حزاز (حديبو)

تعديل مصدري - تعديل

حزاز إحدى قرى مديرية حديبو التابعة لمحافظة سقطرى، بلغ تعداد سكانها 90 نسمة حسب تعداد اليمن لعام 2004.